# Monte Aurunzo
Il monte Aurunzo o Arunzo è una cima dei monti Carseolani nella provincia dell'Aquila in Abruzzo che raggiunge 1455 m s.l.m. È inserito, unitamente al monte Arezzo 1279 m s.l.m., tra i siti di interesse comunitario dell'Abruzzo.

## Descrizione
L'acquedotto dell'Arunzo, canale sotterraneo ideato dal console Lucio Arrunzio da cui acquisì il nome, venne realizzato nello stesso periodo dei cunicoli di Claudio tra il 41 e il 54 d.C. Il canale ipogeo attraversa la base del monte tra i territori di Castellafiume e Corcumello.
Al suo interno scorre per un tratto sotterraneo il fiume Imele e vi sorgono alcune cavità naturali tra cui la Grotta Cola e le Grotte di Beatrice Cenci, erroneamente così definite per confusione tra Petrella Liri e Petrella Salto. Le sue pareti rocciose sono meta degli appassionati di arrampicata libera, in particolare nei pressi di Petrella Liri.
Nel versante nord-orientale si trova il rifugio Danilo Gargano, situato a mezzacosta tra la vetta e il borgo vecchio di Villa San Sebastiano che sorge alle pendici del monte e raggiungibile tramite una mulattiera.
Dal 1996 vi nidifica stabilmente il grifone (Gyps fulvus). L'area montuosa è stata proposta prima del 2007 come riserva naturale regionale; nel 2013 è stata inserita nell'ambito del sito di interesse comunitario Monte Aurunzo e Monte Arezzo.